# Wtora profesionałna futbołna liga
Wtora profesionałna futbołna liga, bułg. Втора професионална футболна лига – drugi poziom rozgrywek piłkarskich w Bułgarii. Rywalizuje w niej 31 drużyn, podzielonych na dwie grupy – „Wschodnią” i „Zachodnią”, które grają w systemie każdy z każdym (mecz i rewanż). Zwycięzca każdej z grup awansuje bezpośrednio do Grupy A, a zespoły, które zajęły drugie miejsca rozgrywają między sobą spotkanie barażowe. Wygrany następny sezon rozpoczyna w ekstraklasie.
Z II ligi do amatorskiej Grupy C spadają cztery najgorsze zespoły (po dwa z każdej z grup).

## Sezon 2009-2010
W sezonie 2009-2010 w rozgrywkach o awans do Grupy A brały udział:
| - Grupa Wschodnia: - Brestnik 1948 Płowdiw - Czernomorec Bałczik - Czernomorec Pomorie - Dobrudża Dobricz - Dunaw Ruse - Kaliakra Kawarna - FK Lubimec 2007 - Minior Radnewo - FK Nesebyr - Panajot Wołow Szumen - Rodopa Smolan - Spartak Płowdiw - S Spartak Warna - Swetkawica Tyrgowiszte - FK Swilengrad | - Grupa Zachodnia: - Akademik Sofia - Bałkan Botewgrad - FK Bansko - S Belasica Petricz - Botew Kriwodoł - Botew Wraca - Czawdar Etropole - Etyr Wielkie Tyrnowo - Kom-Minior Berkowica - Marek Dupnica - Pirin Goce Dełczew - Rilski Sportist Samokow - Septemwri Simitli - Spartak Plewen - S Wichren Sandanski - Widima-Rakowski Sewliewo |

S – zespół, który nie utrzymał się w ekstraklasie w sezonie 2007-2008
 Beniaminków II ligi oznaczono kursywą

## Sezon 2008-2009
W sezonie 2008-2009 w rozgrywkach o awans do Grupy A biorą udział:
| - Grupa Wschodnia: - S Beroe Stara Zagora - Czernomorec Bałczik - Dunaw Ruse - Kaliakra Kawarna - Lokomotiw Stara Zagora - FK Lubimec 2007 - Marica Płowdiw - Minior Radnewo - Nafteks Burgas - FK Nesebyr - Panajot Wołow Szumen - Rodopa Smolan - Spartak Płowdiw - Swetkawica Tyrgowiszte - FK Swilengrad | - Grupa Zachodnia: - Akademik Sofia - Bałkan Botewgrad - FK Bansko - Belite Orli Plewen - Botew Kriwodoł - Czawdar Biala Slatina - Czawdar Etropole - Etyr Wielkie Tyrnowo - Kom-Minior Berkowica - S Marek Dupnica - PFK Montana - Pirin Goce Dełczew - Rilski Sportist Samokow - Spartak Plewen - Sportist Swoge - S Widima-Rakowski Sewliewo |

S – zespół, który nie utrzymał się w ekstraklasie w sezonie 2007-2008
 Beniaminków II ligi oznaczono kursywą

## Sezon 2007-2008
W sezonie 2007-2008 w rozgrywkach o awans do Grupy A biorą udział:
| - Grupa Wschodnia: - Benkowski Biała - Dunaw Ruse - FK Chaskowo - FK Nesebyr - FK Swilengrad - FK Szumen - Kaliakra Kawarna - Marica Płowdiw - Minior Radnewo - Nafteks Burgas - OFK Sliwen 2000 - S Rodopa Smolan - Spartak Płowdiw - Swetkawica Tyrgowiszte | - Grupa Zachodnia: - Belite Orli Plewen - Czawdar Biala Slatina - Czawdar Etropole - Etyr Wielkie Tyrnowo - PFK Montana - Jantra Gabrowo - Lokomotiw Mezdra - Minior Pernik - Pirin Goce Dełczew - S Rilski Sportist Samokow - Spartak Plewen - Sportist Swoge - Welbażd Slokosztica - Wichar Gorubljane/Sofia |

S – zespół, który nie utrzymał się w ekstraklasie w sezonie 2006-2007
 Beniaminków II ligi oznaczono kursywą